# Estádio Municipal Benedito Vaz Dias
Estádio Municipal Benedito Vaz Dias é uma praça esportiva localizada no município de Campos do Jordão, interior do estado de São Paulo. O estádio foi inaugurado no dia 18 de março de 1962.

## História
O local onde está sediado atualmente o estádio era um campo de futebol desde a década de 10 do século XX. Times de futebol jordanenses disputavam partidas amistosas e torneios, como o Tucanos Futebol Clube.
No início da década de 60 a Prefeitura local realizou a construção de um estádio no local. Com uma ampla estrutura, com arquibancada, pista de atletismo, cabines de imprensa e outros benefícios, o estádio municipal de Campos do Jordão foi inaugurado no dia 18 de março de 1962.
A inauguração foi marcada por disputas de arremesso de peso, de dardo, salto em distância e altura e 100m, 800m e 3000m rasos. A primeira partida de futebol foi a preliminar entre Guarda FC 3 x 2 EC Prefeitura. No jogo de fundo, o Máquinas Piratininga, de São Paulo) venceu a Seleção Jordanense por 4 x 2. 
No dia 22 de março, a Seleção Brasileira de Futebol chegou a Campos do Jordão e deu início a sua preparação para a Copa do Mundo de 1962. O selecionado nacional realizou treinamentos no estádio e ficou concentrado no município até o dia 7 de abril.
O estádio passou por várias reformas ao longo do tempo e também recebeu o nome de Benedito Vaz Dias. A praça esportiva recebeu, em 2007, gramado artificial.
O local recebeu, ao longo da sua história, partidas do futebol amador local e da região da Serra da Mantiqueira, além de treinos de clubes de futebol, como Santos, São Paulo e Taubaté. Em termos de altitude, é o estádio mais elevado do Brasil, estando a 1.628 metros acima do nível do mar.